# Cápsula endoscópica

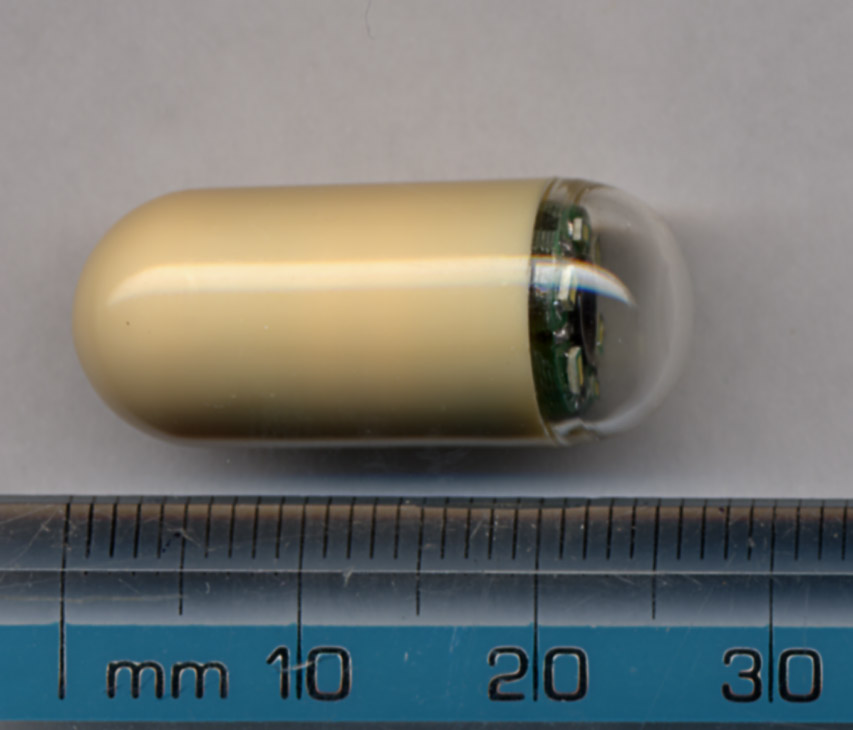
Cápsula endoscópica.

La cápsula endoscópica es una cámara fotográfica con el tamaño y la forma de las usadas en farmacología. Este dispositivo se está promoviendo como alternativa a una endoscopia tradicional, y está llamada a convertirse en una herramienta valiosa para los gastroenterólogos, pudiendo ayudar a la detección del cáncer, úlceras y otros tipos de dolencias internas del organismo.
Hay dos compañías bien conocidas (al 2005) que fabrican cápsulas endoscópicas. Los científicos israelíes Gavriel Iddan and Eitan Scapa crearon la cápsula M2A Swallowable Imaging Capsule, y MagnaChip. Las cámaras endoscópicas de ambas compañías transmiten dos imágenes por segundo durante sus 6 horas de viaje. 
A la fecha, se ha anunciado la aparición de una cápsula dirigible, con mini-cámara, destinada a revolucionar las endoscopias. Sus detalles pueden localizarse por medio del enlace externo que se cita más abajo, aunque damos de ella un extracto de la primicia informativa. 
En efecto, técnicos del departamento de Ingeniería Biomédica de la Universidad de Washington, bajo la dirección del ingeniero Eric Seibel, han ideado una diminuta cámara instalada en una cápsula de 18 milímetros de longitud por apenas 6 de diámetro -menor que muchas de las cápsulas en que presentan algunos medicamentos-, conectada a un delgadísimo cable de sólo 1,4 mm de diámetro.
La cámara en cuestión está dotada de un ojo de pez electrónico, capaz de captar imágenes con un ángulo de 180 grados. Dispone de un cable de fibra óptica, cuya misión es iluminar el entorno del recorrido endoscópico que realiza la cámara, a la vez que transmite las imágenes. La cámara capta 15 imágenes por segundo, con una resolución superior a las cien micras.
El software del que está dotado el sistema reproduce las imágenes en la pantalla de un ordenador, de modo que aparecen en dos dimensiones y a todo color, siendo susceptibles de aumentarse sin perder apenas resolución.

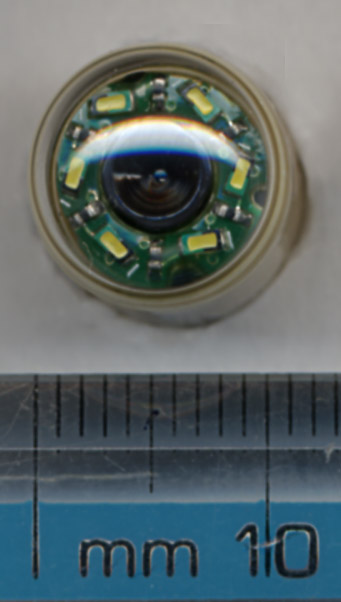
Extremo de una cápsula endoscópica mostrando seis LEDs y la lente de la camarita.

## Efectos secundarios
Se considera que la cápsula endoscópica es un método muy seguro para determinar una causa desconocida de una hemorragia gastrointestinal. La cápsula generalmente se excreta con las heces dentro de las 24 a 48 horas. Ha habido un informe de retención de la cápsula durante casi cuatro años y medio, aunque el paciente estaba asintomático. Sin embargo, el riesgo de obstrucción intestinal puede contrarrestarse con una radiografía abdominal para localizar el dispositivo y extraerlo mediante endoscopia o cirugía. 

## Riesgo de retención
En una revisión de 22 840 casos, la cápsula se retuvo el 1,4% del tiempo, siendo la enfermedad de Crohn una causa común; la mayoría fueron removidos quirúrgicamente. La tasa de retención de cápsulas varía según la indicación del procedimiento, con la tasa más alta observada con la enfermedad de Crohn conocida (5-13%), seguida de hemorragia gastrointestinal oscura (1,5%), enfermedad de Crohn sospechada (1,4%), y voluntarios sanos (0%). Los factores de riesgo para la retención de cápsulas incluyen la enfermedad de Crohn, el uso de AINE y la radiación abdominal.